# Sân bay quốc tế Lynden Pindling
Sân bay quốc tế Lynden Pindling (IATA: NAS, ICAO: MYNN), tên trước đây là Sân bay quốc tế Nassau, là sân bay lớn nhất ở Bahamas, cũng là cửa ngõ quốc tế lớn nhất của quốc gia này.
Đây là trung tâm hoạt động của hãng Bahamasair. Do số lượng lớn các chuyến bay kết nối với Hoa Kỳ, sân bay này có các trang thiết bị tiền kiểm đối với các chuyến bay đi Mỹ để các chuyến bay này được xem như nội địa khi đến Mỹ.
Tên sân bay này được chính thức thay đổi vào ngày 6 tháng 7 năm 2006 để tưởng nhớ Sir Lynden Oscar Pindling (22 tháng 3 năm 1930 - 25 tháng 8 năm 2000), vị thủ tướng đầu tiên của Khối thịnh vượng chung Bahamas. 

## Các hãng hàng không và các tuyến điểm

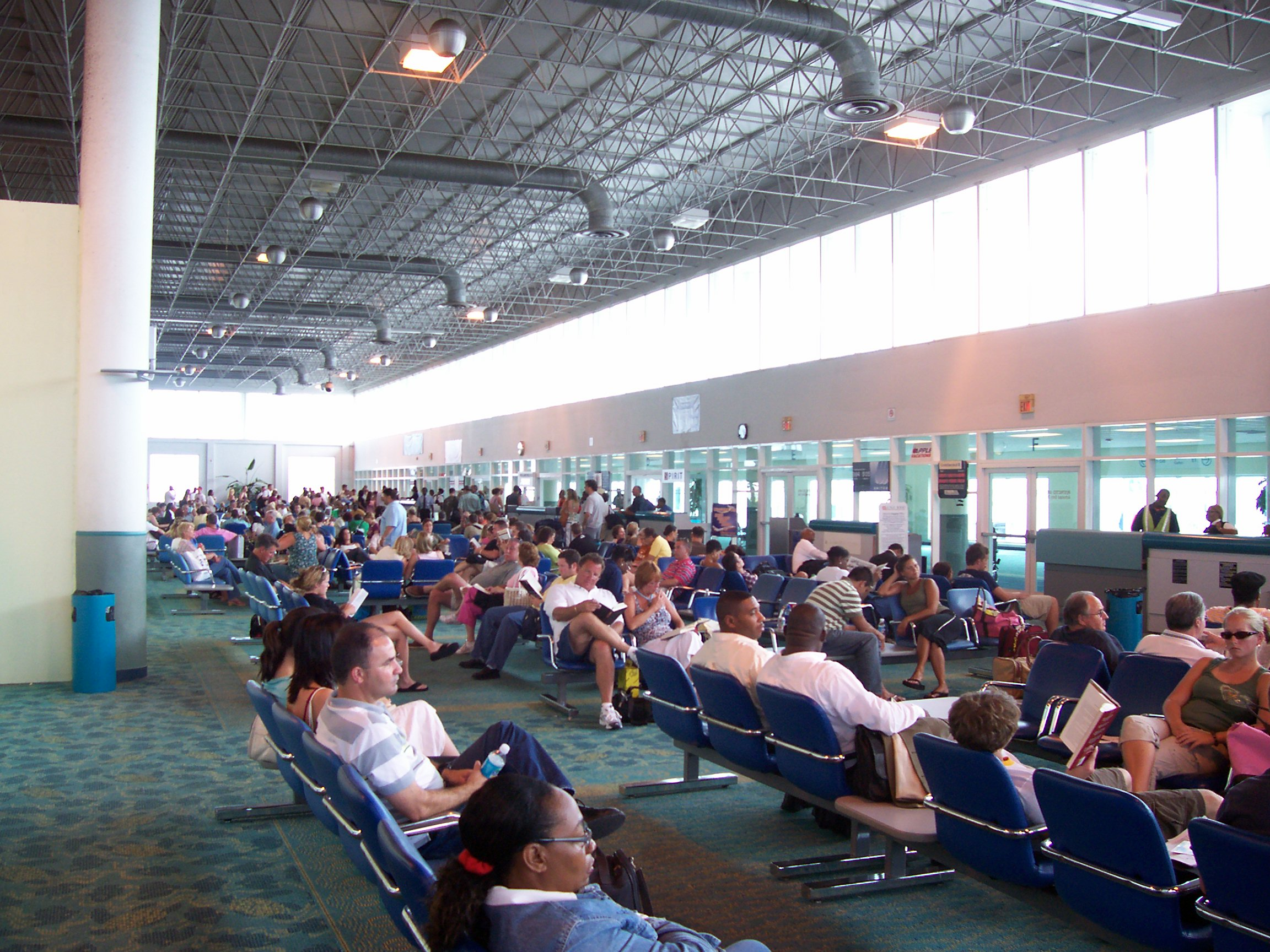
Nhà ga đi Mỹ tại Sân bay quốc tế Lynden Pindling.

| Hãng hàng không                                 | Các điểm đến |
| ----------------------------------------------- | --- |
| Abaco Air                                       | Marsh Harbour |
| Aerogaviota                                     | Holguín |
| Air Canada                                      | Toronto-Pearson Theo mùa: Montréal-Trudeau |
| Air Turks and Caicos                            | Providenciales |
| AirTran Airways operated by Southwest Airlines  | Atlanta, Baltimore |
| American Airlines                               | Dallas/Fort Worth |
| American Eagle                                  | Miami |
| American Eagle vận hành bởi Executive Air       | Miami |
| Bahamasair                                      | Abraham's Bay, Arthur's Town, Cockburn Town, Colonel Hill, Deadman's Cay, Fort Lauderdale, Freeport, George Town, Governor's Harbour, La Habana, Marsh Harbour, Matthew Town, Miami, North Eleuthera, Orlando, Providenciales, Rock Sound, Spring Point, The Bight, Treasure Cay |
| Bimini Island Air                               | Fort Lauderdale |
| British Airways                                 | Grand Cayman, London-Heathrow, Providenciales |
| CanJet                                          | Toronto-Pearson |
| Caribbean Airlines                              | Kingston, Montego-bay |
| Cat Island Air                                  | Arthur's Town, Great Harbour Cay, Rum Cay, The Bight |
| Copa Airlines                                   | Panama City |
| Cubana de Aviación                              | La Habana |
| Delta Air Lines                                 | Atlanta, New York-LaGuardia Theo mùa: Detroit |
| Flamingo Air                                    | Black Point, Farmer's Cay, Staniel Cay |
| JetBlue Airways                                 | Boston, Fort Lauderdale, New York-JFK, Orlando, White Plains |
| Pineapple Air                                   | Chub Cay, Colonel Hill, Deadman's Cay, Spring Point, Stella Maris |
| SkyBahamas Airlines                             | Arthur's Town, Fort Lauderdale, Freeport, George Town, Marsh Harbour, New Bight, San Salvador (Bahamas) |
| Southern Air Charter                            | Deadman's Cay, Governor's Harbour, North Eleuthera, Stella Maris |
| Spirit Airlines                                 | Fort Lauderdale |
| Sunwing Airlines                                | Theo mùa: Toronto-Pearson |
| United Airlines                                 | Newark Theo mùa: Houston-Intercontinental |
| United Express vận hành bởi ExpressJet Airlines | Newark Theo mùa: Cleveland, Houston-Intercontinental |
| United Express vận hành bởi SkyWest Airlines    | Theo mùa: Chicago-O'Hare [từ 9/1/2013] |
| US Airways                                      | Charlotte, Philadelphia, Washington-National |
| Western Air                                     | Andros Town, Bimini, Congo Town, Freeport, George Town, Kingston, Mangrove Cay, Montego Bay, San Andros, Marsh Harbour |
| WestJet                                         | Toronto-Pearson Theo mùa: Calgary |